# Guda
Guda (* vermutlich um 1206; † nach 1235) war eine der Frauen im Gefolge der Elisabeth von Thüringen und eine der wesentlichen Zeuginnen in deren Heiligsprechungsprozess. Ihr Nachname ist nicht überliefert. Guda entstammte einer thüringischen Ministerialenfamilie und wurde der ungarischen Königstochter Elisabeth als Gefährtin beigegeben, als diese als Vierjährige an den Hof des einflussreichen Landgrafen Hermann von Thüringen gebracht wurde, weil sie mit dem ältesten Sohn des Landgrafen verlobt worden war.
Guda blieb eine Vertraute der Elisabeth von Thüringen bis an deren Lebensende. Lediglich die letzten drei Lebensjahre, in denen Elisabeth von Thüringen als einfache Spitalschwester in dem von ihr in Marburg gegründeten Franziskushospital arbeitete, teilte sie nicht mit ihrer Herrin. Allerdings blieben sie miteinander in Kontakt. Guda hätte wahrscheinlich das Leben ihrer Herrin auch als Spitalschwester geteilt, doch das verhinderte Elisabeth von Thüringens geistlicher Seelsorger Konrad von Marburg, weil er besorgt war, dass Elisabeth durch ihre Vertraute an ihr einstmals prachtvolles Leben erinnert werde.
Guda ist in die Geschichtsschreibung eingegangen, weil ihr Zeugnis wesentlicher Bestandteil des Libellus de dictis quatuor ancillarum sanctae Elisabeth confectus ist, in dem die Aussagen der vier sogenannten Dienerinnen der Elisabeth von Thüringen (neben Guda Isentrud von Hörselgau sowie die beiden Marburger Spitalschwestern Irmgard und Elisabeth) zusammengefasst sind. Gemeinsam mit der Summa vitae sind sie wesentliche Quellen des Elisabethlebens.
Die Zeugenaussage des Libellus wurden im Rahmen des Kanonisierungsprozesses der Heiligen Elisabeth von Thüringen 1232–1235 protokolliert und überliefert. Als einzige Zeugin gibt Guda Auskunft über die Zeit bis zum 14. Lebensjahr der Landgräfin. Isentrud von Hörselgau wurde erst zur Hofdame der Elisabeth von Thüringen, als diese 14-jährig Ludwig von Thüringen heiratete. Guda schildert Elisabeth als ein lebhaftes, willensstarkes und einfallsreiches Kind mit einem ausgeprägten Gerechtigkeitssinn und religiöser Frömmigkeit. So habe Elisabeth von Thüringen von Jugend auf frommen Eifer gezeigt und ihr Sinnen und Trachten in Spiel und Ernst auf Gott gerichtet. Historiker werten ihre Erzählungen nicht als falsch, sind aber der Überzeugung, dass sie von der Verklärung der Rückschau gefärbt und vom Wunsch getrieben waren, das heiligmäßige Leben der Elisabeth von Thüringen schon in ihrer Jugend zu erkennen.